# Valico di Devetachi
Il valico di Devetachi  è un valico di frontiera fra l'Italia e la Slovenia. Da parte slovena è chiamato valico confinario di Loquizza (mejni prehod Lokvica). Collega la località di Devetachi (in comune di Doberdò del Lago, provincia di Gorizia) con Opacchiasella (Opatje Selo) e Loquizza (Lokvica) (entrambe nel comune di Merna-Castagnevizza).

## Descrizione
Il valico, da parte italiana, è detto di Devetachi, dal nome della località, posta all'interno del comune di Doberdò del Lago, situata a circa 2 chilometri a ovest del valico stesso. La denominazione slovena deriva dalla località di Loquizza (Lokvica), centro abitato, posto a circa 2 chilometri dal valico, in comune di Merna-Castagnevizza. Il valico si trova in una zona collinare, nei pressi del Matičj Reber.
Su di esso termina la strada regionale 518, già strada statale 518. Tale strada si stacca, poco lontano dalla località di Devetachi, dalla strada statale 55 dell'Isonzo, che collega San Giovanni di Duino con Gorizia. Da parte slovena il collegamento viario, che conduce al confine, termina sulla strada 614, che unisce Merna con Opacchiasella.
Il valico è caratterizzato da traffico locale.

## Storia
Il valico è sorto nel 1947, a seguito della modifica del confine orientale dell'Italia, disegnata dal trattato di Parigi. Tra le due guerre mondiali il luogo rappresentava il confine tra il comune di Doberdò del Lago e quello di Opacchiasella e tra le province di Trieste e Gorizia. Fino al 1991 il valico divideva l'Italia dalla Jugoslavia, a cui subentrò in seguito la neoindipendente Repubblica di Slovenia.
Era un valico di seconda categoria, ovvero poteva essere superato dalle persone dotate di apposito lasciapassare, che era concesso ai soli residenti in aree nei pressi del confine tra i due Paesi. Passò nella circoscrizione della Brigata di Jamiano della Guardia di Finanza, a seguito della soppressione della Brigata di Micoli, avvenuta nell'ottobre 1998. In precedenza era affidato alla Brigata di Devetachi, soppressa in data 1º luglio 1970.
Con l'entrata della Slovenia nell'area Schengen, il 21 dicembre 2007, l'accesso al valico è stato liberalizzato. Sino a tale data il valico rimase aperto solo nelle ore diurne. Dal 1º aprile 2005 il valico rimaneva aperto dalle 7:00 alle 19:00, da aprile a settembre, e tra le 8:00 e le 18:00 da ottobre a marzo. In occasione dell'entrata in vigore dell'accordo, presso il valico, venne organizzata una cerimonia celebrativa.
Nel novembre del 2008 venne abbattuta la pensilina di metallo, su parte italiana, che proteggeva i doganieri nel corso dei controlli sulla strada.
Dall'11 marzo 2020 le autorità slovene, al fine di prevenire un aumento del numero dei contagi da COVID-19, stante la situazione italiana, decidono di incrementare i controlli sanitari al confine, lasciando aperti solo i valichi più importanti. Il valico di Devetachi viene perciò chiuso provvisoriamente alla circolazione, fino al 15 giugno successivo.
Dal 29 marzo 2021 il valico viene nuovamente chiuso, per la recrudescenza dell'epidemia in Slovenia, dopo che nei giorni precedenti ne era già stata limitata l'apertura oraria. Il 28 aprile successivo il valico viene riaperto.
Il 19 luglio 2022 la strada di accesso al valico viene chiusa per un incendio nella zona boschiva circostante al valico stesso. La strada viene riaperta il 5 agosto seguente.